# Dina de Jordània
Dina de Jordània, nascuda xerifa Dina bint Abdul-Hamid (àrab: دينا بنت عبد الحميد, Dīnā bint ʿAbd al-Ḥamīd) (el Caire, 15 de desembre de 1929 – Amman, 21 d'agost de 2019) fou una princesa haiximita, reina consort de Jordània de 1955 a 1957 pel seu matrimoni amb Hussein I de Jordània.

## Inicis
Nascuda a Egipte, al Caire, el 1929, filla del xerif Abdul-Hamid ibn Muhammad Abdul-Aziz i de Fahria Brav i remotament emparentada amb el rei Talal de Jordània. Va estudiar un Bachelor of Arts a la Universitat de Cambridge, on el 1952 va conèixer el seu cosí llunyà Hussein de 16 anys. En acabar els estudis, entrà a treballar a la Universitat del Caire com a professora de literatura anglesa.

## Reina de Jordània
El 1952 Hussein fou nomenat rei de Jordània després de l'abdicació per incapacitat del seu pare. El 1954, arribat a la majoria d'edat, s'anuncià el seu compromís amb Dina, set anys més gran que ell. El 18 d'abril de 1955 se celebrà el casament i Dina es convertí en reina. Malgrat el naixement de la seva filla Alia, el 13 de febrer de 1956, la compatibilitat entre la parella era molt feble. Finalment, Hussein comunicà a Dina la seva decisió de separar-se i, el 24 de juny de 1957, es consumà el seu divorci.

## Segon matrimoni
Dina es tornà a casar el 1970 amb el palestí Asad Sulayman Abd al-Qadir, tinent coronel de l'OAP, conegut amb el nom de guerra de Salah Ta'amari. El 1982, el seu marit fou empresonat per l'exèrcit israelià i això embarcà personalment Dina en unes negociacions internacionals multilaterals històriques que conclourien favorablement el novembre de 1983 amb un intercanvi de presoners singular on més de 4.700 palestins foren bescanviats per sis soldats israelians.